# Pidlisne (obwód rówieński)
Pidlisne (ukr. Підлісне, dawn. Rudnia, ukr. Рудня) – wieś na Ukrainie, w obwodzie rówieńskim, w rejonie sarneńskim, w  hromadzie Dąbrowica. W 2001 roku liczyła 504 mieszkańców.
W okresie międzywojennym wieś znajdowała się w granicach II RP, wchodząc w skład gminy Dąbrowica w powiecie sarneńskim, w województwie wołyńskim.